# Бонера (Варезе)
Бонера је насеље у Италији у округу Варезе, региону Ломбардија.
Према процени из 2011. у насељу је живело 45 становника. Насеље се налази на надморској висини од 553 м.